# Canton d'Argenton-les-Vallées
Le canton d'Argenton-les-Vallées est une ancienne division administrative française située dans le département des Deux-Sèvres en région Poitou-Charentes.

## Géographie
Ce canton était organisé autour d'Argenton-les-Vallées dans l'arrondissement de Bressuire. Son altitude variait de 35 m (Bouillé-Loretz) à 176 m (Voulmentin) pour une altitude moyenne de 115 m.

## Histoire
Le canton d'Argenton-Château fait partie des cantons créés aux débuts de la Révolution française, d'abord rattaché au district de Thouars jusqu'en 1795, date de suppression des districts, puis à l'arrondissement de Thouars en 1801 devenu l'arrondissement de Bressuire en 1804 par transfert du chef-lieu. En 1926, il dépend de l'arrondissement de Parthenay avant d'être à nouveau intégré à celui de Bressuire en 1942.
Le 1er septembre 2006, le canton d'Argenton-Château prend le nom de canton d'Argenton-les-Vallées.
Il est supprimé par le redécoupage cantonal de 2014 qui prend effet lors des élections départementales de mars 2015.

## Administration

### Conseillers généraux de 1833 à 2015
| Période      | Période          | Identité                                | Étiquette        | Qualité |
| ------------ | ---------------- | --------------------------------------- | ---------------- | --- |
| 1833         | 1861 (décès)     | Adolphe Chauvin de Boissette            |                  | Propriétaire à Boësse, maire de Cersay |
| 1861         | 1871             | Albert Mayaud                           |                  | Propriétaire à Saumur (Maine-et-Loire) |
| 1871         | 1872 (décès)     | Onésime Amédée Jouffrault               | Républicain      | Docteur en médecine, propriétaire à Argenton-Château |
| 1872         | 1905 (décès)     | Camille Jouffrault (fils du précédent)  | Républicain Rad. | Avocat Député (189-1881 et 1885-1889) Sénateur (1891-1905) Maire d'Argenton-Château |
| 1905         | 1910             | Paul Roy                                | Monarchiste      | Médecin à Argenton-Château, conseiller d'arrondissement |
| 1910         | 1919             | Pierre Borit                            | Républicain      | Maire de Genneton (1892-1925) |
| 1919         | 1936             | André Jouffrault (fils de C.Jouffrault) | Rad.             | Médecin Maire d'Argenton-Château Député (1924-1936) |
| 1936         | 1940             | René Poulain                            | Conservateur     | Expert foncier Maire de Saint-Maurice-la-Fougereuse, ancien conseiller d'arrondissement Membre de la Commission administrative départementale (1941-1943) Nommé conseiller départemental en 1943 |
|              |                  |                                         |                  | |
| 1945         | 1968 (démission) | Marc Monnier                            | DVD              | Propriétaire à La Coudre |
| 31 mars 1968 | 1976             | Pierre Garreau de Labarre (1908-1987)   | UDR              | Maire de Sanzay (1945-1983) |
| 1976         | 1994             | Pierre Ganne                            | CD puis UDF-CDS  | Maire de Saint-Aubin-du-Plain (1971-1989) |
| 1994         | 2001             | Dominique Paillé                        | UDF-CDS          | Directeur d'hôpital Député (1993-2007) Maire des Aubiers (1989-2001) puis de Nueil-les-Aubiers (2001-2002)                                                                                       |
| 2001         | 2015             | Robert Girault                          | DVD              | Directeur de ferme équestre Maire de La Coudre Président de la communauté de communes de l'Argentonnais                                                                                          |

### Conseillers d'arrondissement (de 1833 à 1940)
Le canton d'Argenton avait deux conseillers d'arrondissement jusqu'en 1926.
| Période                                  | Période      | Identité                              | Étiquette            | Qualité |
| ---------------------------------------- | ------------ | ------------------------------------- | -------------------- | --- |
| 1833                                     | 1839         | Denis Camille de Guényveau de La Raye |                      | Officier d'artillerie retraité, Argenton-l'Église                                                           |
| 1833                                     | 1839         | Armand René Perreau fils              |                      | Juge de paix à Argenton-Château (1830-1849)                                                                 |
| 1839                                     | 1848         | M. Fournée                            |                      | Notaire à Bouillé-Loretz                                                                                    |
| 1839                                     | 1842         | M. de Vielbanc                        |                      | Avocat à Thouars                                                                                            |
| 1842                                     | 1848         | Pierre Alexandre Suire                |                      | Avocat, propriétaire à Bressuire                                                                            |
|                                          |              |                                       |                      | |
| 1895                                     | 1901         | Louis-Pierre Bréchoire                | Républicain          | Adjoint au maire d'Argenton-Château                                                                         |
| 1901                                     | 1905         | Paul Roy (1868-1951)                  | Monarchiste          | Médecin à Argenton-Château                                                                                  |
| 1905                                     | 1918 (décès) | Joseph Alexandre Maitreau (1842-1918) | Républicain          | Propriétaire, maire de Bouillé-Loretz                                                                       |
| 1913                                     | 1919         | Louis de Savoye de Puineuf            | Conservateur         | Ancien officier, député (1914-1924), maire d'Étusson                                                        |
| 1918                                     | 1919         | siège vacant                          |                      | |
| 1919                                     | 1925         | Paul Roy                              | Monarchiste          | Médecin à Argenton-Château, ancien conseiller général                                                       |
| 1925                                     | 1931         | René Poulain                          | Conservateur         | Expert foncier, maire de Saint-Maurice-la-Fougereuse                                                        |
| 1931                                     | 1937         | Adrien Suire (1883-1960)              | Radical              | Constructeur de machines agricoles à Saint-Aubin-du-Plain                                                   |
| 1937                                     | 1940         | Gabriel Lacroix (1880-1960)           | Républicain national | Viticulteur négociant à Bouillé-Loretz                                                                      |
| 1940                                     |              |                                       |                      | Les conseils d'arrondissement ont été suspendus par la loi du 12 octobre 1940 et n'ont jamais été réactivés |
| Les données manquantes sont à compléter. |              |                                       |                      | |

## Composition
Le canton d'Argenton-les-Vallées groupait quinze communes.
| Communes                    | Population (2012) | Code postal | Code Insee |
| --------------------------- | ----------------- | ----------- | ---------- |
| Argenton-l'Église           | 1 407             | 79290       | 79014      |
| Argenton-les-Vallées        | 1 627             | 79150       | 79013      |
| Bouillé-Loretz              | 1 057             | 79290       | 79043      |
| Bouillé-Saint-Paul          | 433               | 79290       | 79044      |
| Le Breuil-sous-Argenton     | 478               | 79150       | 79053      |
| Cersay                      | 1 024             | 79290       | 79063      |
| La Coudre                   | 244               | 79150       | 79099      |
| Étusson                     | 358               | 79150       | 79113      |
| Genneton                    | 337               | 79150       | 79132      |
| Massais                     | 578               | 79150       | 79168      |
| Moutiers-sous-Argenton      | 618               | 79150       | 79187      |
| Saint-Aubin-du-Plain        | 572               | 79300       | 79238      |
| Saint-Maurice-la-Fougereuse | 538               | 79150       | 79280      |
| Ulcot                       | 56                | 79150       | 79333      |
| Voulmentin                  | 1 090             | 79150       | 79356      |

## Démographie
| 1962   | 1968   | 1975   | 1982   | 1990   | 1999   | 2006  | 2011   | 2012   |
| ------ | ------ | ------ | ------ | ------ | ------ | ----- | ------ | ------ |
| 11 249 | 12 065 | 11 291 | 10 987 | 10 563 | 10 122 | 9 994 | 10 354 | 10 417 |